# Sínodo de Laodicea

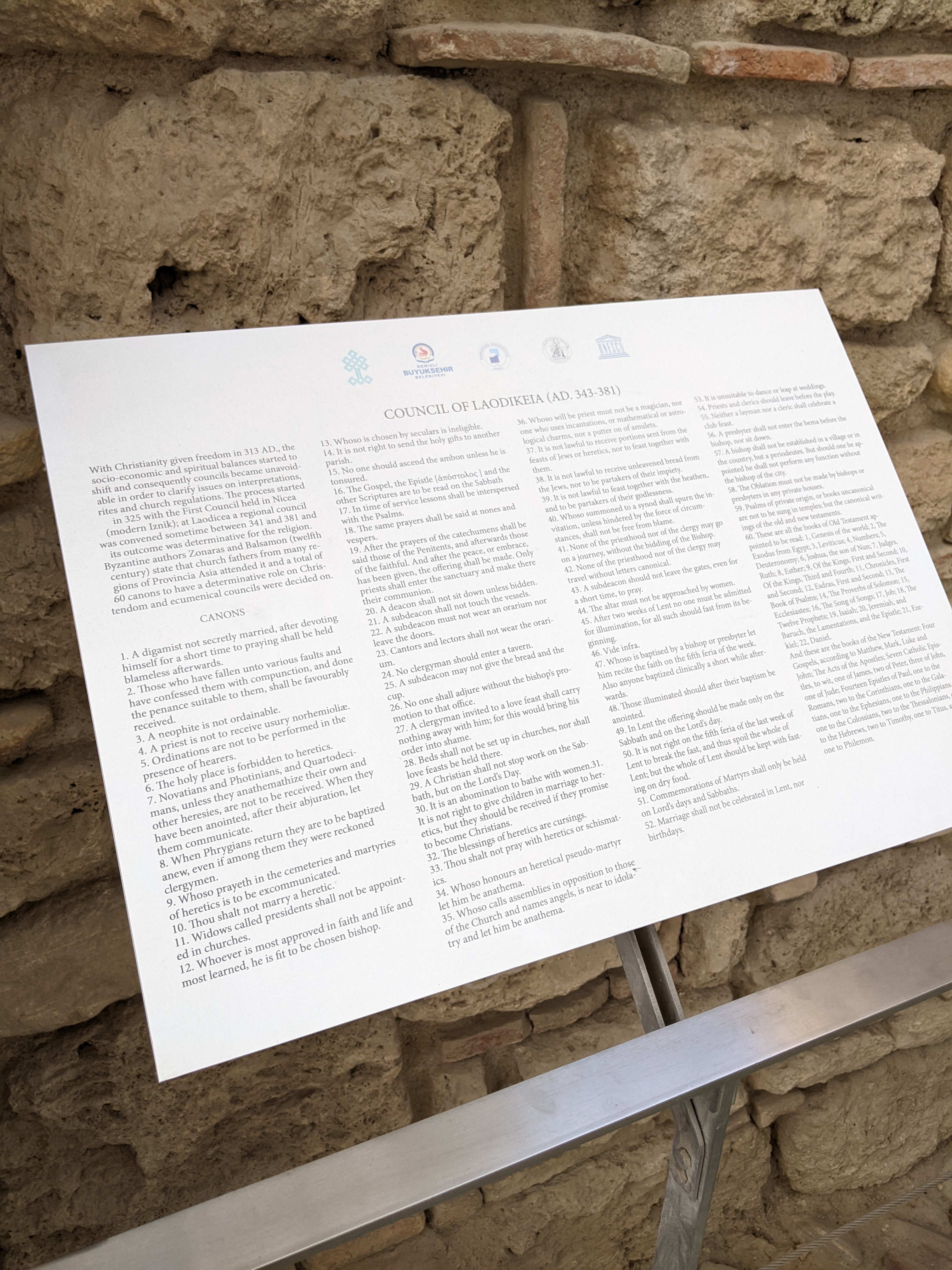
Los Cánones del Sínodo de Laodicea

El Sínodo de la Laodicea fue un sínodo regional cristiano de 32 clérigos de Anatolia (la moderna Turquía). Los cánones del concilio de Laodicea no fueron vinculantes para ninguna iglesia o región, únicamente para aquellos que participaron. Tuvo lugar entre los años 363 y 364, durante el fin de la guerra de 26 años entre Roma y Persia.

## Contexto histórico
La guerra de Roma con Persia continuó con el emperador Juliano, que murió por heridas de guerra en la última batalla el 26 de junio del 363. Sus oficiales eligieron como sucesor a Joviano en el campo de batalla. Juliano, el último emperador de Roma no cristiano, era el último descendiente directo de Constantino, el primer gobernante cristiano de Roma. Durante el gobierno de Juliano, el saqueo de templos paganos por parte de los cristianos y la persecución de los paganos fueron reemplazados en general por un retorno a la persecución de cristianos y un intento de revivir el paganismo.
Solo y en una posición precaria, lejos de los abastecimientos, Joviano terminó la guerra con Persia de forma poco favorable a Roma. Ambos, él y Valentiniano, que pronto lo sucedió después de un gobierno de 8 meses que terminó el 17 de febrero de 364, profesaron el credo Niceno. Valentiniano nombró a su hermano Valente, también cristiano, co-augusto. Como gobernante de la parte oriental del imperio, Valente trabajó para resolver los problemas teológicos que surgieron durante el reinado no cristiano de Juliano. Durante estos tiempos turbulentos, al oeste de los mayores sitios de combate de esta guerra, los clérigos se reunieron en Laodicea, Frigia Pacatiana (ahora Denizli, Turquía).

## Temas tratados
Los temas de mayor importancia que trató el Sínodo de Laodicea consistieron en restringir la conducta de los miembros de la iglesia. El Sínodo expresó sus decretos en la forma de reglas escritas o cánones. Entre los 59 o 60 cánones decretados, varios apuntaron a:
1. Limitar los privilegios de los neófitos,
2. Limitar los deberes de la clerecía menor,
3. Limitar cualquier trato con cosas heréticas,
4. Limitar la judaización, lo cual es "llevar" a costumbres y/o tradiciones del pueblo Judío, y no habla de lo escrito, las "tradiciones" son cosa de los hombres, pero lo escrito es asunto de Dios (no confundir), entre los cristianos,
5. Prohibición a las mujeres de desempeñar funciones litúrgicas o ser ordenadas (cánones 11 y 44: "las mujeres no deben acercarse al altar").[1][2]

### Ley dominical
El Sínodo de Laodicea, como todos los concilios de aquel período, estaba preocupado por recordar la adoración dominical; el primero de estos concilios fue el concilio de Elvira (c. 300). El Sínodo de Laodicea recordó a los cristianos que no judaizaran, porque así lo enseñan las Escrituras.
El canon 29, que limitaba la judaización entre los cristianos, incluía el no descansar el día de Shabat (sábado) pero limitaba a los cristianos a honrar al Señor. El Concilio de Calcedonia en el año 451 aprobó el canon de este Sínodo, haciendo de éste un canon ecuménico.

## Canon bíblico
Hubo cierta confusión sobre el número de cánones decretados por este Sínodo. El canon 59 limita la lectura en la Iglesia a solamente los libros Canónicos del Antiguo y Nuevo testamentos. El canon 60 lista el canon bíblico, solamente omitiendo el libro del Apocalipsis de Juan. Este canon 60 falta en algunos manuscritos que contienen decretos del Sínodo, dando la impresión de que el canon 60 fue agregado después. Esta lista debería requerirse para obedecer el canon 59, así que agregar esta lista, si es que estaba ausente, habría resultado útil. Cirilo de Jerusalén, alrededor del 350, preparó una lista que coincidía con la del Sínodo de Laodicea.
El canon 36 solicita la excomunión para todo aquel que practique la brujería, la magia, la adivinación o la astrología.